# Щіткохвіст плямистий
Щіткохвіст плямистий (Orgyia recens) — легко впізнаваний, але рідкісний і нечисленний вид метеликів.[де?]

## Розмір і зовнішній вигляд
Самець забарвлений переважно в темно-коричневий колір. На передніх крилах є помаранчево-біла пляма на передньому краї та менша біла — на задньому. Крила перехрещені темно-коричневими зовнішніми та внутрішніми хрестовими прожилками з широкими темно-коричневими і білими центральними плямами між ними. Базальний хрест зовні вигнутий і біло-строкатий. Задні крила шоколадно-коричневі і мають світлу бахрому. Вусики подвійно гребінцеподібні. Розмах крил самця сягає 28—33 мм.
Як і у Labrisomid, самиця повністю безкрила, має надзвичайно тверде тіло завдовжки 15—19 мм. Її тіло вкрите сірими волосистими лусочками.
Гусениці строкаті та волохаті, як це характерно для Lymantriidae. Тіло личинки чорне з широкими помаранчевими поздовжніми лініями. Сегменти 4—7 мають щільні оранжево-русяві пучки волосся на задньому краї та рівне, світло-жовте опушення на інших ділянках. Обабіч голови є довгі, спрямовані вперед чорні волоски, а на верхівці черевця гусениці утворюється чорний ріг. На решті тіла личинок невелика кількість волосків. Довжина личинок сягає 30—40 мм.

## Поширеність і час польоту
Євразійський вид проживає на смузі від північної Іспанії через Центральну Європу та Росію до Японії. На півдні та сході Фінляндії ареал розташований у досить вузькій зоні від південного узбережжя до лінії Раума — Іломантсі, але вид зустрічається вздовж узбережжя Pohjanmaan, щонайменше до висоти Оулу. Натомість південно-західне узбережжя й архіпелаг Турку не входять до ареалу. Метелики літають від початку червня до початку липня.

## Спосіб життя

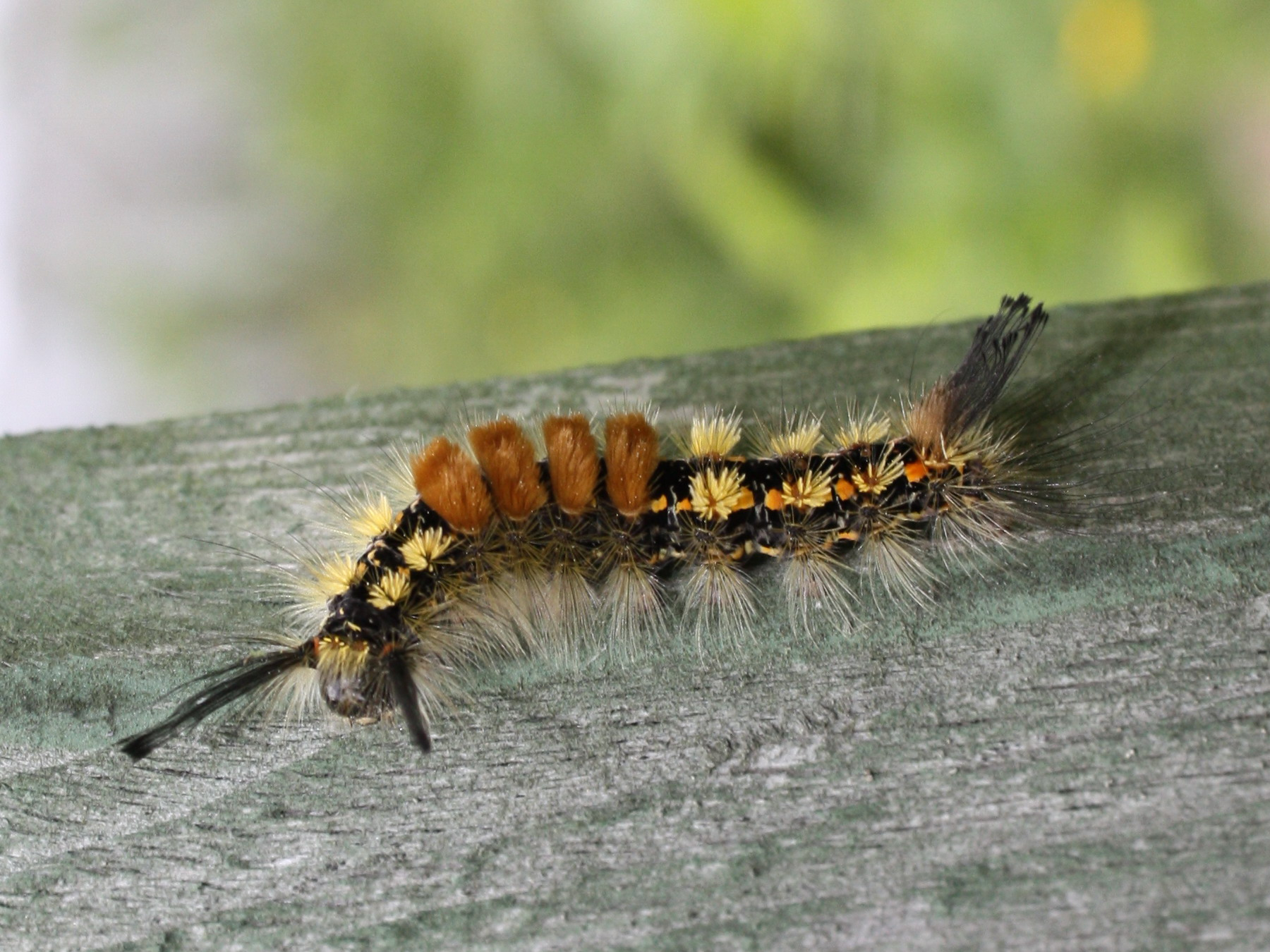
Гусінь

Плямисті пучки зустрічаються в основному у вологих листяних лісах і болотах, а також у вологому листі, вирубаних галявинах і корабельних лініях електропередач. Трапляються завжди дуже локально. Самці літають протягом дня, особливо до полудня під ясним сонячним світлом високо над землею, шукаючи самок. Самиці залишаються в колишньому приміщенні та запрошують самців феромонами, які вони виробляють.
Парування триває близько години, після чого самка відкладає яйця на своїх коконах 250—800 яєць, заднє тіло яких вона вкриває до нижньої поверхні проділу волосся. Яйця вилуплюються за 2—3 тижні й невелика личинка поширюється на довкілля, кидаючи silkkirihman через вітер. Личинки спочатку повільно ростуть і зимують всередині згорнутого листя. Личинки активні протягом дня та не ховаються. Личинки міцніють на початку червня, а в інкапсулювання опорного кокона близько пів метра над землею. Дорослі метелики вилуплюються зі своїх лялечок вранці протягом тижня чи двох.
Гусениці живляться листям багатьох видів дерев, чагарників та трав'янистих рослин.